# Julia Richter
Julia Richter (født 29. september 1988) er en tysk tidligere roer, som har vundet flere internationale medaljer.
Hun gjorde sig første gang internationalt bemærket i 2007, hvor hun var med til at vinde sølv ved U/23-VM i dobbeltsculler samt EM-bronze for seniorer i dobbeltfirer. I 2008 blev hun verdensmester for U/23 i singlesculler og vandt EM-bronze for seniorer i samme bådtype. I 2009 deltog hun for sidste gang i U/23-VM, hvor hun var med til at vinde sølv i dobbeltfireren. I 2010 var hun med til at vinde sølv ved EM og bronze ved VM, begge i dobbeltfirer, inden hun i 2011 var med til at blive verdensmester i denne båd.
I 2012 var hun med til OL i London, hvor hun stillede op sammen med Annekatrin Thiele, Carina Bär og Britta Oppelt. Kvartetten vandt sikkert deres indledende heat, men i finalen var ukrainerne overlegne og vandt guld. Tyskerne udkæmpede en hård kamp med amerikanerne om de øvrige medaljepladser, hvor tyskerne til sidst trak fra og vandt sølv, mens USA fik bronze.
Med Richter i båden vandt tyskerne i 2013 både EM- og VM-guld. Hun opnåede ikke flere store internationale resultater, men indstillede først karrieren i 2021.